# دلشاد محمد سعيد
دلشاد محمد سعيد ملحن وعازف كردي بارز. يعتبر ذا تاثير مهم على الموسيقى الكردية المعاصرة. ولد في محافظة دهوك في كردستان العراق في عام 1958م. اشتهر في بداية الثمانينات باغنية اسمها (نرجس نرجس) وله ألبومات رائعه
درس الموسيقى مبكراً في بغداد وكان عضواً في فرقة الإذاعة والتلفزيون الموسيقية، والتحق بالفرقة السمفونية الوطنية العراقية عازفاً للكمان ومساعداً لقائد الأوركسترا حينذاك. وفي أواسط الثمانينات أكمل دراسته الموسيقية العليا في جامعة ويلز في المملكة المتحدة. حاليا يقيم في النمسا وهو عازف كمان أول في إحدى الفرق السمفونية هناك، ويقيم أنشطته الموسيقية في عدد من المدن الأوربية.